# Smithsonian Intézet
A Smithsonian Intézet (Smithsonian Institution) az Egyesült Államok kormánya által alapított és irányított oktatási, kutatási intézet és múzeumegyüttes. Központi épülete vagy „kastélya”, a National Mallon az intézetek főhadiszállásaként szolgál. Működési költségeit alapítványokból, hozzájárulásokból, üzleteinek és kiadványainak profitjából fedezi. Legtöbb intézete Washingtonban van, de 19 múzeuma, állatkertje és 8 kutatóközpontja New Yorkban, Virginiában, Panamában és máshol található. Gyűjteményeiben több mint 142 millió tárgy található.
Két folyóiratot ad ki: a Smithsonian havonta, az Air & Space Smithsonian pedig kéthavonta jelenik meg. Továbbá működtet egy csillagvizsgálót, kulturális és népművelő programokat szervez, könyvtárakat finanszíroz, s mintegy félszáz nemzeti és nemzetközi intézményt, illetve kutatóállomást fog össze.

## Története

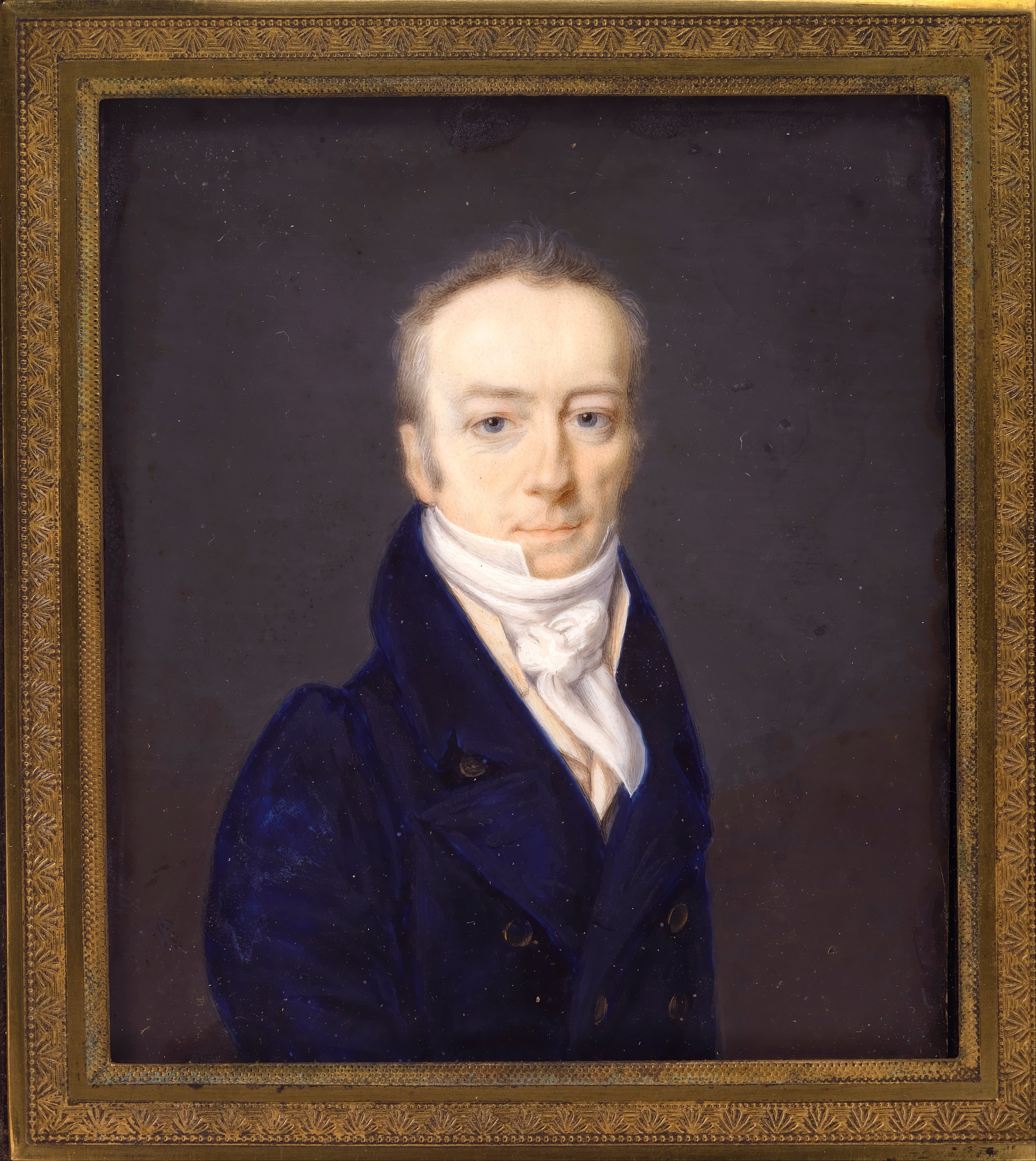
James Smithson brit tudós, az amerikai intézet alapjainak megteremtője

A tudás bővítésére és terjesztésére James Smithson (1765–1829) brit tudós, kémikus és mineralógus hagyatékából alapították, melyet az Egyesült Államoknak adományozott. Ő maga soha nem járt az Egyesült Államokban. Végrendeletében úgy rendelkezett: ha unokatestvére, Henry James Hungerford örökös nélkül hal meg, akkor a Smithson birtokból az Amerikai Egyesült Államokban hozzanak létre egy alapítványt a tudomány bővítésére és az emberek közötti terjesztésére. Miután az unokatestvér 1835-ben örökös nélkül halt meg, Andrew Jackson elnök tájékoztatta a kongresszust a hagyatékról, ami 104 960 aranyfont (120 ezer font sterling), azaz 500 ezer amerikai dollár volt. (2005-ben ez több mint 9,2 millió dollárnak felelt meg.)
Nyolc évvel később a kongresszus elfogadta a törvényt a Smithsonian Intézet megalapításáról, melyet 1846. augusztus 10-én írt alá James Polk. A törvényjavaslatot Robert Dale Owen, Indiana demokrata kongresszusi képviselője fogalmazta, akinek apja az utópista szocialistaként és a szövetkezeti mozgalom atyjaként ismert Robert Owen volt.
A Smithsonian Intézet csipkés épülete a National Mallon a köznyelvben mint “A kastély” vált ismertté. Az épületet felépítését James Renwick Jr. építész 1855-ben fejezte be. Az intézet különböző épületeinek többsége történelmi és építészeti különcség. A magánszemélyektől származó adományok között Charles Lang, a detroiti filantróp adománya volt az első a jelentősebbek között, ami a magángyűjteménye mellett pénzt is tartalmazott a Nyílt Galéria építéséhez. Bár a Smithsonian első titkára, Joseph Henry, az intézetet a tudományos kutatás központjává akarta alakítani, az már rég a különböző washingtoni és kormány gyűjtemények raktára lett. Az amerikai haditengerészet 1838 és 1842 között egy Föld körüli felfedező expedíciót tett, melynek során állatfajok ezreit, 50 000 fajta növényt, kagylókat és kőzeteket, trópusi madarakat, a déli tengerekből különböző néprajzi korsókat gyűjtött és halmozott fel. Ezek a példányok a Smithsonian gyűjtemény részévé váltak, és azokat az amerikai nyugaton katonai és polgári ellenőrzés alá helyezték, mint például a Mexikan Boundary Survey és a Pacific Railroad Survey, amelyek sok amerikai bennszülött terméket és természetrajzi példányt gyűjtöttek. Az intézet 1857 és 1866 között a természettudósokat vonzó mágnessé vált, akik megalakították a Megatherium Clubnak nevezett csoportot. A „3773 Smithsonian” csillag lett az intézet érdemrendjének az elnevezése.

## Szervezeti felépítése
A Smithsonian Intézetet a kongresszus törvénnyel hozta létre, és az szervezetileg és törvényesen is a szövetségi kormány egyik szerve. Az intézet 6300 alkalmazottjának több mint kétharmada szövetségi alkalmazott. A Smithsoniant az Egyesült Államok Igazságügyminisztériumának meghatalmazottja képviseli az ellene folyó peres eljárásokban, és az intézetre kötelező bírósági ítélet esetén a szövetségi kincstár fizet helyette. Az intézet névleges vezetője a kancellár, akit az Egyesült Államok mindenkori igazságügyi minisztere nevez ki. Az intézet ügyeit egy 17 tagú kormányzati testület intézi, amelyben 8 fő szükséges a határozatképességhez üzleti ügyekben. A testület 8 tagja az Egyesült Államok hivatalnoka: az alelnök (akinek a részvétele egyike a törvényileg előírt kevés kötelezettségének) és a szövetségi igazságügyminiszter, 3 szövetségi, az alelnök által kinevezett szenátor, 3 kongresszusi képviselő, akiket a kongresszus nevez ki. A kormányzó testület tagjai munkájukért nem kapnak fizetést, de a testületi munka kapcsán felmerült (reprezentációs) költségeiket megtérítik. Az intézet napi munkáját fizetett titkár irányítja, akit a kormányzati testület választ.

## Titkárai
1. Joseph Henry 1846–1878
2. Spencer Fullerton Baird 1878–1887
3. Samuel Pierpont Langley 1887–1906
4. Charles Doolittle Walcott 1907–1927
5. Charles Greeley Abbot 1928–1944
6. Alexander Wetmore 1944–1952
7. Leonard Carmichael 1953–1964
8. Sidney Dillon Ripley 1964–1984
9. Robert McCormick Adams 1984–1994
10. Ira Michael Heyman 1994–1999
11. Lawrence M. Small 2000–2007
12. G. Wayne Clough, 2008–[1]

## Épületei

### Múzeumok

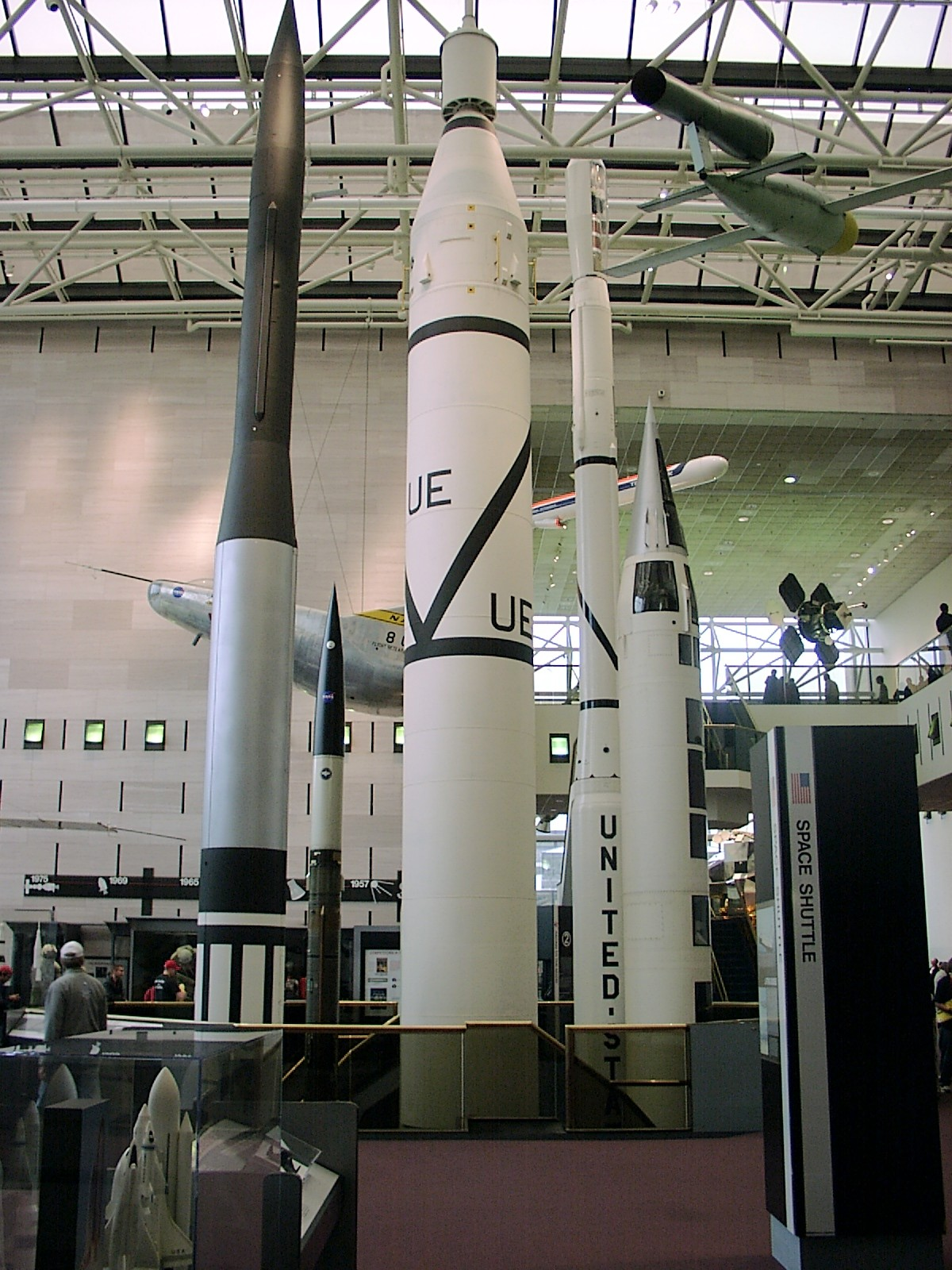
National Air and Space Museum

#### Washingtonban
- Anacostia Museum and Center for African American History and Culture
- Arthur M. Sackler Gallery
- Arts and Industries Building
- Freer Gallery of Art
- Hirshhorn Museum and Sculpture Garden
- National Air and Space Museum (Mall museum)
- National Museum of African American History and Culture (még nincs kész)
- National Museum of African Art
- National Museum of American History
- National Museum of the American Indian (Mall museum)
- National Museum of Natural History
- National Portrait Gallery
- National Postal Museum
- Smithsonian National Zoological Park (National Zoo)
- National Gallery of Art

#### New Yorkban
- Cooper-Hewitt, National Design Museum
- National Museum of the American Indian's George Gustav Heye Center

#### Chantillyben
- Cooper-Hewitt, National Design Museum
- National Museum of the American Indian's George Gustav Heye Center

### Kutatóközpontok
- Smithsonian Astrophysical Observatory and the associated Harvard-Smithsonian Center for Astrophysics
- Carrie Bow Marine Field Station (Natural History Museum)
- Center For Earth and Planetary Studies (Air and Space Museum)
- Conservation and Research Center (National Zoo)
- Smithsonian Environmental Research Center
- Marine Station at Fort Pierce (Natural History Museum)
- S. Dillon Ripley Center
- Smithsonian American Art Museum
- Smithsonian Institution Building
- Smithsonian Migratory Bird Center (National Zoo) - http://nationalzoo.si.edu/scbi/migratorybirds/default.cfm Archiválva 2013. február 4-i dátummal a Wayback Machine-ben
- Museum Conservation Institute - http://www.si.edu/mci/
- Smithsonian Tropical Research Institute - http://www.stri.si.edu/
- Woodrow Wilson International Center for Scholars - http://www.wilsoncenter.org/
- Smithsonian Institution Libraries - http://library.si.edu/
- Smithsonian Center for Folklife and Cultural Heritage - http://www.folklife.si.edu/

## Fordítás
- Ez a szócikk részben vagy egészben  a   Smithsonian Institution című angol Wikipédia-szócikk ezen változatának fordításán alapul.  Az eredeti cikk szerkesztőit annak laptörténete sorolja fel. Ez a jelzés csupán a megfogalmazás eredetét és a szerzői jogokat jelzi, nem szolgál a cikkben szereplő információk forrásmegjelöléseként.